# ジェス・ゴンコール
ジェス・ゴンコール（Jess Gonchor, 1962年7月15日 - ）は、アメリカ合衆国のアートディレクターである。『トゥルー・グリット』（2010年）と『ヘイル、シーザー!』（2016年）でアカデミー賞美術賞に2度ノミネートされた。
『ノーカントリー』（2007年）以降のコーエン兄弟監督映画には全て参加している。

## 主なフィルモグラフィ
- ミュータント・ニンジャ・タートルズ3 Teenage Mutant Ninja Turtles III (1993)
- パーフェクト・ワールド A Perfect World (1993)
- アメリカン・プレジデント The American President (1995)
- クルーシブル The Crucible (1996)
- マーシャル・ロー The Siege (1998)
- オータム・イン・ニューヨーク Autumn in New York (2000)
- ニューヨークの恋人 Kate & Leopold (2001)
- ラスト サムライ The Last Samurai (2003)
- カポーティ Capote (2005)
- プラダを着た悪魔 The Devil Wears Prada (2006)
- ノーカントリー No Country for Old Men (2007)
- バーン・アフター・リーディング Burn After Reading (2008)
- シリアスマン A Serious Man (2009)
- トゥルー・グリット True Grit (2010)
- マネーボール Moneyball (2011)
- ローン・レンジャー The Lone Ranger (2013)
- インサイド・ルーウィン・デイヴィス 名もなき男の歌 Inside Llewyn Davis (2013)
- フォックスキャッチャー Foxcatcher (2014)
- ヘイル、シーザー! Hail, Caesar! (2016)

## 受賞とノミネート
| 賞               | 年   | 部門   | 作品名             | 結果       |
| ---------------- | ---- | ------ | ------------------ | ---------- |
| アカデミー賞     | 2010 | 美術賞 | トゥルー・グリット | ノミネート |
| アカデミー賞     | 2016 | 美術賞 | ヘイル、シーザー!  | ノミネート |
| 英国アカデミー賞 | 2010 | 美術賞 | トゥルー・グリット | ノミネート |
| 英国アカデミー賞 | 2016 | 美術賞 | ヘイル、シーザー!  | ノミネート |